# أوك (فصيلة طيور)
الأوك هو طائر من فصيلة البطريقيات (Alcidae) في رتبة النوراسيات (Charadriiformes). وهي طيور تشبه في ظاهرها البطاريق بسبب ألوانها السوداء والبيضاء، وقامتها المنتصبة وبعض من عاداتها. ومع أنها لا ترتبط بشكل وثيق بطيور البطريق، إلا أنه من المعتقد أن تكون مثالاً للتطور المتقارب المعتدل.
وعلى عكس طيور البطريق، يستطيع طائر الأوك الحديث الطيران (باستثناء الأوك الكبير (Great Auk) الذي انقرض مؤخرًا). كما أنه قادر على السباحة والغطس بشكل جيد، ولكن مشيته تبدو خرقاء. ونظرًا لأن طيور الأوك تتميز بقصر أجنحتها، فإنه يتحتم عليها أن ترفرف بأجنحتها بسرعة كبيرة لتتمكن من الطيران. كما تتراوح أحجام طيور الأوك الموجودة أصغر أوكلت (Least Auklet)، بين 85 جم (3 أوقيات) و15 سم (6 بوصات)، وبالنسبة إلى طائر المور ذي المنقار السميك، 1 كجم في (2 ¼ رطل) و45 سم (18 بوصة).
تعيش طيور الأوك في عرض البحر وتذهب للشاطئ فقط لوضع البيض، على الرغم من أن بعض الأنواع، مثل الغلموت العادي، تقضي جزءًا كبيرًا من السنة في الدفاع عن أعشاشها من تعدي الآخرين.
وللعديد من الأنواع أسماء مختلفة في أوروبا وأمريكا الشمالية. فطائر الغلموت في أوروبا يسمى مور في أمريكا الشمالية، إذا تواجد في كلتا القارتين، والأوك الصغير (Little Auk) يسمى دوفيكي (Dovekie).
بعض الأنواع، مثل غلموت يوريا (Uria)، تعشش في مستعمرات كبيرة على حواف الجرف؛ وبعض الأنواع الأخرى مثل غلموت سيبوس (Cepphus)، تضع بيضها في مجموعات صغيرة على الشواطئ الصخرية، وطيور البفن، والأوكليت، وبعض المورلت تعشش في الجحور. جميع الأنواع ما عدا براكيرامبوس المورلت تعيش في مستعمرات.

## التغذية والبيئة
غالبًا ما تتم مقارنة السلوك الغذائي للأوك بمثيله في البطاريق، حيث إن كلتا المجموعتين من الطيور الغواصة التي تستخدم أجنحتها لدفع جسمها في الماء. إن منافس طيور الأوك الوحيد في المنطقة التي تعيش فيها من الطيور البحرية هو طائر الغاق (الذي يستخدم قدميه القويين لدفع جسمه أثناء غوصه)، وفي المناطق التي تتغذى فيها المجموعتان على الفريسة نفسها، تميل طيور الأوك أكثر إلى التغذية بعيدًا عن الشاطئ.
وعلى الرغم من أن طيور الأوك قد تخلت بشكل كبير عن الطيران، وأيضًا التنقل على الأرض، ولكن ليس بنفس ما فعلت طيور البطريق، في مقابل زيادة قدرة السباحة؛ إلا أن أجنحتها تمثل حلاً وسطًا بين أفضل تصميم ممكن للغوص والحد الأدنى اللازم للطيران. ويختلف هذا الأمر بحسب الأسرة، فغلموت يوريا (Uria) (بما في ذلك رازوربل (Razorbill)) والمورلت هما الأكثر كفاءة تحت الماء، في حين أن البفين والأوكليت أفضل تكيفًا في المشي والطيران. كما يعكس هذا الأمر نوعًا من الفريسة التي يتم صيدها: طيور المور التي تتميز بقوتها في السباحة تصطاد الأسماك المتجمعة السريعة، في حين أن الأوكليت تصطاد الكريل بطيئة التحرك. وقد أظهرت مسجلات الوقت المتعمقة التي تم وضعها على طيور الأوك أنها تستطيع الغوص حتى 100 متر عند طائر غلموت يوريا، و40 مترًا بالنسبة لغلموت سيبوس، و30 مترًا بالنسبة لطيور الأوكليت.

## التطور والتوزيع
(Archibald Thorburn)

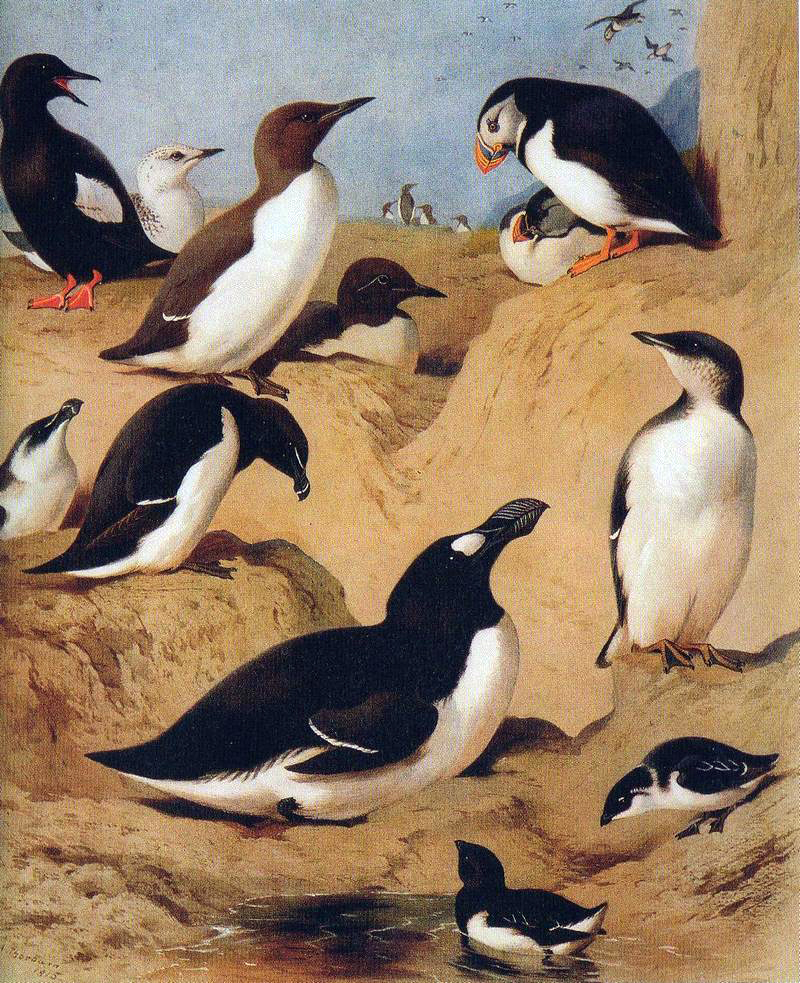
طيور الأوك برسم أتشيبلد ثوربورن

كان يعتقد في العادة أن طيور الأوك واحدة من أقدم سلالات النورسيات المتميزة بسبب شكلها المتميز. ومع ذلك، فقد أظهرت التحليلات الجينية أن هذه الخصائص هي نتاج للانتقاء الطبيعي القوي: في مقابل، على سبيل المثال، الزقزاق (سلالة من النورسيات أكثر قدمًا)، طيور الأوك التي تحولت بشكل جذري من الخوض الخواضة إلى أسلوب حياة الطيور البحرية الغواصة. وهكذا، لم يعد يمكن في الوقت الحالي الفصل بين طيور الأوك وبين رتيبتها الخاصة بها («ألكي») (Alcae)، ولكنها تعتبر جزءًا من رتيبة لاري (Lari) التي تحتوي بشكل آخر على النوارس وطيور مماثلة. وانطلاقًا من البيانات الجينية، يبدو أن طيور سكوا هي أقرب أقاربها الحية، بفارق 30 مليون سنة تقريبًا. وبدلا من ذلك، ربما تكون طيور الأوك انفصلت منذ وقت سابق عن بقية طيور اللاري وخضعت لتغيرات مورفولوجية قوية، ولكن التطور الجيني البطيء، وهو ما يتطلب ضغطا تطوريا عاليًا جدًا، قد اقترن بالعمر الطويل والتكاثر البطيء.
إن الحفريات القديمة القاطعة لطيور الأوك ترجع إلى العصر الفجري، منذ ما يقرب من 35 مليون سنة. يعتبر جنس ميوسيبوس (Miocepphus)، (من العصر الميوسيني، منذ 15 مليون سنة) أقدم النماذج الجيدة المعروفة. غالبا ما يتم تحديد اثنتين من الحفريات المجزأة جدًا من البطريقيات، على الرغم من أن هذا قد لا يكون صحيحًا: هيدروثريكورنس (Hydrotherikornis) (أواخرالعصر الفجري) وبيترالكا (Petralca) (أواخر العصر الأوليغوسيني). ومن المعروف أن معظم الأجناس موجودة منذ أواخر العصر الميوسيني أو أوائل العصر البليوسيني (منذ 5 ملايين سنة تقريبًا) تم العثور على حفريات العصر الميوسيني في كل من كاليفورنيا (California) وماريلاند (Maryland)، ولكن التنوع الأكبر من الحفريات والقبائل في منطقة المحيط الهادئ قاد معظم العلماء إلى الاستنتاج بأن أول تطور لها حدث هناك، وأنه قد تم العثور على الحفريات الأولى من الجنس الموجودة في المحيط الهادئ الميوسيني. وربما تكون الحركة المبكرة بين المحيط الهادي والمحيط الأطلسي قد حدثت في الجنوب (حيث لا يوجد فتح شمالي نحو الأطلسي)، التحركات المتأخرة عبر المحيط القطبي الشمالي. وأحيانًا يتم إدراج أسرة مانكاليني (Mancallinae) غير القادرة على الطيران، والتي كانت تقتصر على ساحل المحيط الهادئ بجنوب أمريكا الشمالية وأصبحت منقرضة في وقت مبكر من العصر الجليدي، ضمن فصيلة البطريقيات ضمن بعض التعاريف.

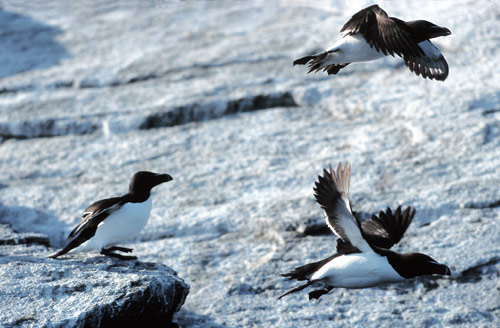
رازوربل هي الأوك الحقيقية الوحيدة التي تم العثور عليها في المحيط الأطلسي

يتم تقسيم طيور الأوك الموجود (أسرة البطريقيات) (Alcinae) إلى مجموعتين رئيسيتين: البفن مرتفع المنقار (قبيلة فراتركوليني) (Fraterculini) والأوكليت (قبيلة إيثيني) (Aethiini)، خلافًا لطيور المور ذات المنقار الأكثر رشاقة وطيور الأوك الحقيقية (قبيلة ألسيني) (Alcini)، والمورلت والغلموت (قبائل براكارمبيني (Brachyramphini) وسيبيني (Cepphini). واستند ترتيب القبائل في الأصل إلى تحليل المورفولوجيا والبيئة. وتؤكد دراسات mtDNA، والسيتوكروم بي، وتسلسل والألوزيم هذه النتائج باستثناء مورلت السنثليبورامفوس يجب أن تنقسم إلى قبيلة مختلفة، حيث إنها تبدو أكثر قرابةً للأليسيني - وعلى أية حال، لم توجد علاقة وثيقة بين السابق والغلموت سوى افتراض تدعمه الدراسات السابقة بشكل ضعيف.
ومقارنةً بفصائل الطيور البحرية الأخرى، لا توجد أجناس بها أنواع متعددة (مثل الـ 47 نورس الرمادي). وربما يكون هذا نتاج مجموعة من الفصائل الجغرافية الصغيرة (محدودة أكثر من أية فصيلة طيور بحرية)، وفترات التقدم الجليدي والتراجع الذي أبقى السكان في حالة تنقل في نطاق ضيق من مناطق المحيط شبه القطبية.
وفي الوقت الحالي، كما في الماضي، يقتصر تواجد طيور الأوك على المياه الشمالية الأكثر برودة. لقد أصبحت قدرتهم على الانتشار نحو الجنوب مقيدة نظرًا لأن أسلوبها في صيد الفرائس، والغطس من أجل الصيد، يصبح أقل فاعلية في المياه الأكثر دفئًا. فالسرعة التي تسبح بها الأسماك الصغيرة (التي تمثل بجانب أسماك الكريل العنصر الغذائي الرئيسي لطيور الأوك) تتضاعف بزيادة درجة الحرارة من 5 مئوية إلى 15 مئوية، مع عدم وجود زيادة مقابلة في سرعة الطيور. كما تستطيع طيور الأوك في أقصى الجنوب، في ولاية كاليفورنيا والمكسيك، البقاء على قيد الحياة هناك بسبب موجات البرد المتقلبة. وتعتبر ندرة طيور الأوك الحالية في المحيط الأطلسي (6 أنواع)، بالمقارنة بالمحيط الهادئ (19-20 نوعًا) بسبب انقراض الأوك في المحيط الأطلسي، وتبين السجلات الحفرية وجود أنواع عديدة أكثر من ذلك في المحيط الأطلسي خلال العصر البليوسيني. وتميل طيور الأوك أيضًا إلى الاقتصار على مياه الجرف القارية والبيض فوق عدة جزر محيطية.
وتعتبر هيدوثريكورنس أوريغونوس (Hydotherikornis oregonus) (التي وصفها ميلر في 1931)، وهي أقدم ألسيد منذ العصر الفجري لكاليفورنيا، في الواقع من طيور النوء (كما استعرض تشاندلر في عام 1990) وتمت إعادة تحديدها ضمن النوئيات (Procellariiformes). وهناك دراسة أجريت في 2003 بعنوان «أول سجل أمريكي شمالي لطيور الأوك (دواجن: البطريقيات) من أواخر العصر الفجري لجورجيا الوسطى» لكل من روبرت إم تشاندلر ودنيس بارميلي من كلية جورجيا والجامعة الحكومية ذكرت أن طيور الأوك في أواخر العصر الفجري، التي تستخدم أجنحتها لدفع أثناء الغطس، ترجع إلى مرحلة من مراحل أواخر العصر الفجري. وقد تم تأريخ هذه الرواسب من خلال {عصر الثدييات البرية الأمريكية الشمالية} الكادروني (Chandronian NALMA)، بتقدير 34.5 إلى 35.5 مليون سنة في فترة العصر الفجري الزمنية الخاصة بالحفريات الحاملة للرواسب أثناء تشكيل كلينشفيلد (Clinchfield Formation)، غوردون، ويلكنسون مقاطعة، جورجيا. وعلاوة على ذلك، فإن الرواسب التي تحتوي على هذا الجزء غير المكشوط من عظم العضد الأيسر (الطول 43.7 ملم) تعتبر استوائية أو شبه استوائية كما يتضح من وفرة أسنان قرش المياه الحارة، وفقرات الثعابين والسلاحف.

## التصنيف
فصيلة البطريقيات (تحت البطريقيات)
- قاعدي وصنف غير محدد
  - هرقل (Alcodes) (أواخر عصر الميوسين في مقاطعة أورانج الأحفوري:, الولايات المتحدة الأمريكية (USA))
  - هيدروثريكورنس (Hydrotherikornis) (أواخر العصر الفجري الأحفوري: لولاية أوريغون، الولايات المتحدة الأمريكية (USA))، متنازع عليه
  - «منكالا» (Mancalla) (أواسط العصر البليوسينيالأحفوري: بكاليفورنيا، الولايات المتحدة الأمريكية)
  - «منكالا» ميلري (Mancalla) (أحفوري)
  - «منكالا» إملونغي (Mancalla) (أحفوري)
  - بسودوسيبوس (Pseudocepphus) (أواسط - أواخر العصر الميوسيني الأحفوري:)؛ الأليسيني القاعدي؟
  - الأسرة باترالسيني (Petralcinae) (أحفوري)؛ متنازع عليه
    - بترالكا (Petralca) (في وقت مبكر -؟ أواخر العصر الأوليغوسيني للنمسا)

  - أسرة منكاليني (Mancallinae) (أحفوري)رازوربل (ألكا توردا، الناشئة) والغلموت العادي أو طيور المور (يوريا ألغي) هي من الأليسينيات (Alcini)

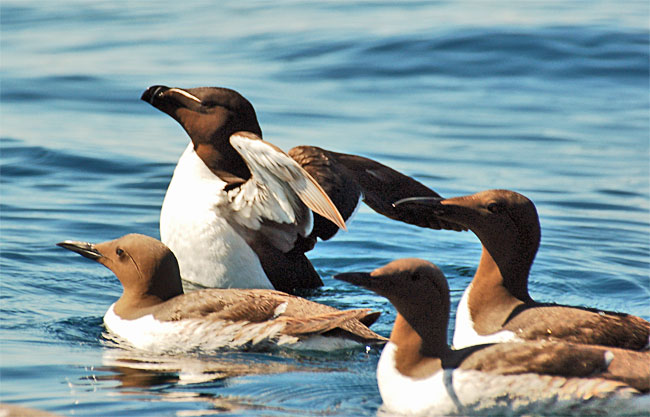
رازوربل (ألكا توردا، الناشئة) والغلموت العادي أو طيور المور (يوريا ألغي) هي من الأليسينيات

    - بريمنكيلا (Praemancalla) (أواخر العصر البليوسيني في مقاطعة أورانج، الولايات المتحدة الأمريكية (USA))
    - منكالا (Mancalla) (أواخر العصر الميوسيني - أوائل العصر الجليدي في غرب أمريكا الشمالية)
    - ميومنكالا (Miomancalla)
- فصيلة البطريقيات (مجموعة التاج)
  - القاعدية وإنسيرتي سيدس (incertae sedis)
    - ميوسيبوس (Miocepphus) (أواسط العصر الميوسيني في الأحفوري: في وسط الولايات المتحدة الأمريكية)

  - أسرة البطريقيات
    - تعتبر قبيلة الأليسيني (Tribe Alcini)؛ طيور الأوك والمور النموذجيةالسينتليبورامفاين مورلت إكسانتوس (سينتليبورامبوس هيبولوكس) مختلفة تمامًا عن طيور المورلت التابعة للبراكيرامفاين
      - يوريا (Uria)

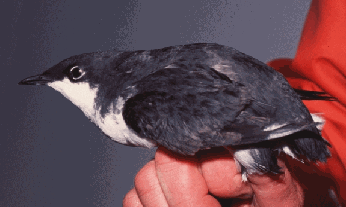
السينتليبورامفاين مورلت إكسانتوس (سينتليبورامبوس هيبولوكس) مختلفة تمامًا عن طيور المورلت التابعة للبراكيرامفاين

        - طائر المور الشائع؛ أو المور العادي (Uria aalge)
        - غلموت برونتش أو المور ذو المنقار السميك، يوريا لومفيا (Uria lomvia)

      - الأوك الصغير أو الدوفيكي، ألي ألي (Alle alle)
      - الأوك الكبير، بنغوينوس إمبينس (Pinguinus impennis) (المنقرض، حوالى 1844)
      - رازوربل، ألكا توردا (Alca torda)

    - قبيلة سينتليبورامفيني (Synthliboramphini)، مورلت السينتليبورامفينيالغلموت الأسود (سيبوس غريلي، وهو غلموت حقيقي) بريش (المقدمة) الصيفي والشتوي
      - السنثليبورامفوس

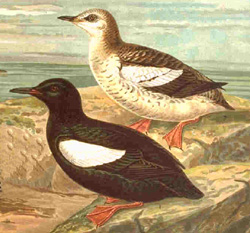
الغلموت الأسود (سيبوس غريلي، وهو غلموت حقيقي) بريش (المقدمة) الصيفي والشتوي

        - مورلت إكسانتوس (Xantus's Murrelet)، سينتليبورامفوس هيبوليكوس، وينفصل أحيانًا في إندوميتشورا (Endomychura)
        - مورلت كرافيرس (Craveri's Murrelet)، سينتليبورامفوس كرافيري، وينفصل أحيانًا في إندوميتشورا (Endomychura)
        - المورلت القديم، سينتليبورامفوس انتيكوس (Synthliboramphus antiquus)

      - المورلت الياباني، سينتليبورامفوس وميزوسومي

    - قبيلة سيبيني (Cepphini)، الغلموت الحقيقيالمورلت المجزع (Marbled Murrelet) (براكيرامبوس مارموراتوس، طيور المورلت التابعة للبراكيرامفاين) بريش التفريخ
      - سيبوس (Cepphus)

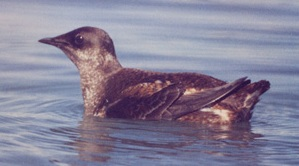
المورلت المجزع (Marbled Murrelet) (براكيرامبوس مارموراتوس، طيور المورلت التابعة للبراكيرامفاين) بريش التفريخ

        - الغلموت الأسود أو التايستاي، سيبوس غريلي (Cepphus grylle)
        - غلموت الحمام، سيبوس كولومبا (Cepphus columba)
          - غلموت جزر الكورل، سيبوس (كولومبا) سنوي

        - الغلموت الرائع، سيبوس كاربو (Cepphus carbo)

    - قبيلة براكارمبيني (Brachyramphini)؛ طيور المارلوت التابعة للبراكارمبيني
      - براكارمبيني
        - المرلوت المجزع، براكارمبيني مرموراتوس
        - المارلوت ذو المنقار الطويل براكارمبيني بريدكس (Brachyramphus perdix)
        - مرلوت كيتلتس، براكارمبيني بريفيروسترس (Brachyramphus brevirostris)

  - أسرة فراتركوليني (Fraterculinae)
    - قبيلة إيتيني؛ الأوكليتالبفن المعنقد (فراتركوليني سيراتا) (Fratercula cirrhata)
      - بتيكورامفوس (Ptychoramphus)

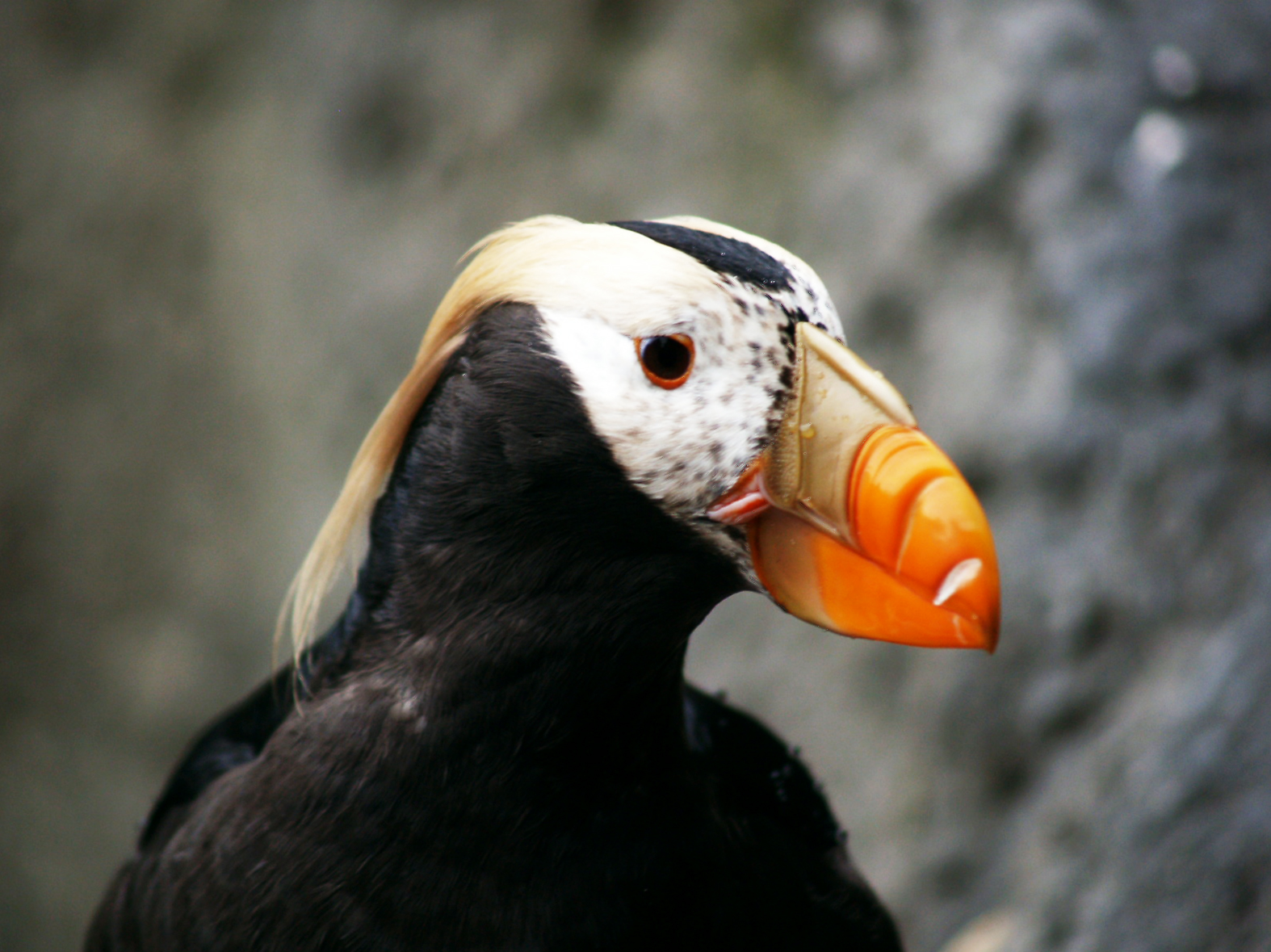
البفن المعنقد (فراتركوليني سيراتا)

        - أوكليت كاسان، بتيكورامفوس أليوتكوس (Ptychoramphus aleuticus)

      - أويكيات
        - ببغاء الأويك، أويكي بسيتاكولا (Aethia psittacula)
        - الأويك الأعرف، أويكي كريستاتيلا (Aethia cristatella)
        - الأويك المشورب، أويكي بيغمايا (Aethia pygmaea)
        - الأويك الصغير، أويكي بوسيلا (Aethia pusilla)

    - قبيلة فراتركوليني (Fraterculini)؛ طيور البفن
      - أوكلت الكركدن، سيرورينكا مونوسيراتا (Cerorhinca monocerata)
      - الفراتركولا (Fratercula)
        - البفن الأطلسي، فراتركولا أركيتيكا (Fratercula arctica)
        - البفن الأقرن، فراتركولا كورنيكولاتا (Fratercula corniculata)
        - البفن المعنقد، فراتركولا سيراتا (Fratercula cirrhata)

يبدو أنالتنوع البيلوجي لطيور الأوك قد حدث بشكل ملحوظ خلال العصر البوليسيني (Pliocene). انظر روايات الأجناس لكائنات ما قبل التاريخ.